# 肯佐·西蒙斯
肯佐·西蒙斯（荷蘭語：Kenzo Simons，2001年4月13日—），荷兰男子游泳运动员，2021年世界短池锦标赛混合4×50米自由泳接力银牌得主和男子4×50米自由泳接力铜牌得主、2022年世界短池锦标赛男子4×50米自由泳接力和混合4×50米自由泳接力铜牌得主。